# Kamil Droszyński
Kamil Droszyński (ur. 28 stycznia 1997 w Ciechocinku) – polski siatkarz, grający na pozycji rozgrywającego. 
Jest absolwentem Szkoły Podstawowej nr 1 w Ciechocinku. Od 2017 roku na Akademii Nauk Stosowanych na Wyższej Szkole Zarządzania i Administracji w Opolu studiował logistykę.

## Kariera klubowa
| Kariera juniorska         | Kariera juniorska    | Kariera juniorska | Kariera juniorska | Kariera juniorska | Kariera juniorska | Kariera juniorska | Kariera juniorska | Kariera juniorska | Kariera juniorska | Kariera juniorska |
| ------------------------- | -------------------- | ----------------- | ----------------- | ----------------- | ----------------- | ----------------- | ----------------- | ----------------- | ----------------- | ----------------- |
| Lata                      | Klub                 |                   |                   |                   |                   |                   |                   |                   |                   |                   |
| –2013                     | Chemik Bydgoszcz     |                   |                   |                   |                   |                   |                   |                   |                   |                   |
| 2013–2016                 | SMS PZPS Spała       |                   |                   |                   |                   |                   |                   |                   |                   |                   |
| Kariera seniorska         |                      |                   |                   |                   |                   |                   |                   |                   |                   |                   |
| Lata                      | Klub                 |                   |                   |                   |                   |                   |                   |                   |                   |                   |
| 2016–2017                 | Lindemans Aalst      |                   |                   |                   |                   |                   |                   |                   |                   |                   |
| 2017–2018                 | Cerrad Czarni Radom  |                   |                   |                   |                   |                   |                   |                   |                   |                   |
| 2018–2020                 | PGE Skra Bełchatów   |                   |                   |                   |                   |                   |                   |                   |                   |                   |
| 2020–2021 (do 30.01.2021) | Indykpol AZS Olsztyn |                   |                   |                   |                   |                   |                   |                   |                   |                   |
| 2021–2021 (od 05.02.2021) | Netzhoppers KW       |                   |                   |                   |                   |                   |                   |                   |                   |                   |
| 2021–2022                 | Lindemans Aalst      |                   |                   |                   |                   |                   |                   |                   |                   |                   |
| 2022–2025                 | Trefl Gdańsk         |                   |                   |                   |                   |                   |                   |                   |                   |                   |
| 2025–                     | Ślepsk Malow Suwałki |                   |                   |                   |                   |                   |                   |                   |                   |                   |

## Sukcesy klubowe

### młodzieżowe
Młoda Liga:
- 2012

Mistrzostwa Polski Młodzików:
- 2011, 2012

Mistrzostwa Polski Kadetów:
- 2014

### seniorskie
I liga:
- 2016

Liga belgijska:
- 2017

Superpuchar Polski:
- 2018

## Sukcesy reprezentacyjne
Międzynarodowy Turniej EEVZA Kadetów:
- 2013

Mistrzostwa Europy Juniorów:
- 2014

Mistrzostwa Europy Kadetów:
- 2015[8]

Olimpijski festiwal młodzieży Europy:
- 2015[9]

Mistrzostwa Świata Kadetów:
- 2015

## Nagrody indywidualne
- 2012: Najlepszy rozgrywający Mistrzostw Polski Młodzików
- 2014: Najlepszy rozgrywający Mistrzostw Polski Kadetów
- 2015: Najlepszy rozgrywający Mistrzostw Europy Kadetów
- 2015: Najlepszy rozgrywający Mistrzostw Świata Kadetów